# Sojoez 2 (ruimtemissie)
Sojoez 2 (Russisch: Союз 2, "Unie 2") was een Russische ruimtevlucht aan het eind van de jaren 60. In tegenstelling tot andere missies was deze capsule onbemand.
Na de ramp met Sojoez 1 zo'n anderhalf jaar tevoren, waarbij kosmonaut Vladimir Komarov de dood vond, legde de Sovjet-Unie haar bemande ruimtevaartprogramma tijdelijk stil. Men trok lering uit de harde lessen van de eerste vlucht en wijzigde het Sojoez-ontwerp ingrijpend.
De Sojoez 2 had geen bemanning, maar fungeerde als doelwit voor de wel bemande Sojoez 3. Deze moest aan de Sojoez 2 koppelen, na het uittesten van nieuwe automatische radarsystemen tijdens de volgfase.

## Lancering
Sojoez 2 werd gelanceerd op 25 oktober 1968 met een Sojoez draagraket vanaf Bajkonoer. Het gewicht van deze capsule was 6520 kg. Het vaartuig kwam in een baan van 200 x 196 km met een inclinatie van 51,7°. De benodigde tijd voor een omwenteling bedroeg 88,5 minuten.

## Rendez-vous metSojoez 2
Nadat beide vaartuigen elkaar voor de eerste keer genaderd waren, verwijderde Sojoez 2 zich tot 565 km. Hierna volgde een nieuwe nadering en koppelingspoging. De schepen naderden elkaar tot een meter bij een relatieve snelheid van ruim 1½ km/uur, nadat het automatische radarsysteem de afstand tot 200 m had teruggebracht. De geplande koppeling faalde echter, aangezien luitenant-kolonel Georgi Beregovoi op handbediening veel te veel brandstof verbruikte. Deze extreme hoeveelheden had de vluchtleiding niet ingecalculeerd. De situatie werd zo nijpend dat verdere koppelingspogingen geen doorgang vonden; Beregovois missie bestond immers uit meerdere onderdelen aangezien het een uitgebreide testvlucht betrof.

## Terugkeer
De Sojoez 2 keerde op 28 oktober 1968 naar de Aarde terug en maakte een zachte landing op het grondgebied van de Sovjet-Unie. De vlucht had 3 dagen en 30 minuten geduurd.  
1 ·
2 ·
3 ·
4 ·
5 ·
6 ·
7 ·
8 ·
9 ·
10 ·
11 ·
12 ·
13 ·
14 ·
15 ·
16 ·
17 ·
18A ·
18 ·
19 ·
20 ·
21 ·
22 ·
23 ·
24 ·
25 ·
26 ·
27 ·
28 ·
29 ·
30 ·
31 ·
32 ·
33 ·
34 · 
35 ·
36 ·
37 ·
38 ·
39 ·
40

T-1 ·  
T-2 ·
T-3 ·
T-4 ·
T-5 · 
T-6 ·
T-7 · 
T-8 ·
T-9 · 
T-10-1 ·
T-10 · 
T-11 ·
T-12 · 
T-13 ·
T-14 · 
T-15